# Bojidar Andonov
Bojidar Andonov (* 17. März 1954 in Vetren) ist ein orthodoxer Theologe und Lehrbeauftragter an der Universität München.

## Leben
Andonov besuchte nach der Grundschule in Septemwri das orthodoxe Priesterseminar in Sofia und machte dort 1974 Abitur. Nach zweijährigem Wehrdienst studierte er von 1976 bis 1980 Theologie an der Orthodoxen Geistlichen Akademie in Sofia mit dem Abschluss des Diploms. Anschließend lehrte er bis 1986 Homiletik und Katechetik am Priesterseminar, leitete den Synodalverlag der bulgarisch-orthodoxen Kirche (1986–1988) und unterrichtete Homiletik und Katechetik am Priesterseminar (1989–1991) in Sofia. 
Von 1991 bis 1992 absolvierte er einen Studienaufenthalt am Ostkirchlichen Institut in Regensburg  mit einem Stipendium der Deutschen Bischofskonferenz sowie eine Fortbildung in Religionspädagogik an der Universität Eichstätt (1992–1993) mit Hospitation an Gymnasien. Anschließend war er von 1993 bis 1995 Assistent am Lehrstuhl für Homiletik und Religionspädagogik an der Orthodoxen Theologischen Fakultät der Universität Sofia (Ivan Denev) und zugleich Lehrer für Homiletik und Katechetik am Priesterseminar. 
Ab 1995 absolvierte er ein Promotionsstudium an der Theologischen Fakultät in Eichstätt bei Engelbert Groß und wurde im Jahr 2000 promoviert. 
Es folgte ein Studium am Institut für Orthodoxe Theologie in München bis 2004. Er begann mit seiner Habilitationsarbeit bei Ehrenfried Schulz an der Katholischen Fakultät der Ludwig-Maximilians-Universität. 
Seit 2001 ist er Mitglied im Ausschuss für Religionsunterricht am Bulgarischen Bildungsministerium in Sofia. Er war Gastdozent für Religionspädagogik an der Theologischen Fakultät der Universität Sofia (2001–2006) und ist seit 2004 Mitglied der Bulgarisch-orthodoxe Diözese von West- und Mitteleuropa als Referent für Religionsunterricht, kirchlich-orthodoxe Bildung und Kultur. 
Nach seiner Habilitation an der Theologischen Fakultät der Universität Sofia im Jahre 2006 erhielt er dort den Lehrstuhl für Pädagogik/Katechetik und Homiletik und ist seit Mai 2007 verantwortlicher Leiter des Studienbereichs „Systematische und Praktische Theologie“. Im September 2008 übernahm er zudem den Magisterstudiengang „Religion und Bildung“.

## Schriften (Auswahl)
- Habilitationsschrift Die Predigt als Verkündigung von Gottes Wort. Exegetische Zielrichtungen der Predigt

- Der Religionsunterricht in Bulgarien. Geschichte, Gegenwart und Zukunft religiöser Bildung in der orthodoxen Kirche Bulgariens, Diss. theol. Eichstätt 2000, gedr. Essen 2000, (Religionspädagogische Perspektiven. 36).
- Религиозна педагогика. [Religionspädagogik], София 2003.
- Von der politischen Freiheit zur religiösen Freiheit. Wiederzulassung des Religionsunterrichts an den staatlichen Schulen Bulgariens, Sofia 2004.
- Религиозното обучение в България в началото на третото хилядолетие. [Der Religionsunterricht in Bulgarien yu Beginn des dritten Jahrhunderts], София 2005.
- Проповедта като благовестие на словото Божие. Екзегетически и религиозно-педагогически насоки на проповедта, [Die Predigt als Verkündigung des Gottes Wort. Exegetische Zielrichtungen in der Predigt], София 2006.